# Codolet
Codolet är en kommun i departementet Gard i regionen Occitanien i södra Frankrike. Kommunen ligger i kantonen Bagnols-sur-Cèze som tillhör arrondissementet Nîmes. År 2022 hade Codolet 597 invånare.

## Befolkningsutveckling
Antalet invånare i kommunen Codolet
Referens:INSEE